# パンフォーカス
パンフォーカス（Pan Focus）あるいはディープフォーカス（Deep focus）とは、写真または映画の撮影において、被写界深度を深くする事によって、近くのものから背景までピントが合っているように見せる方法、またはその方法により撮影された写真・映画のこと。絞りを適切に絞ったうえで、焦点を無限遠よりも手前に調整することによって実現される。「パンフォーカス」は和製英語であり、英語では「ディープフォーカス」などと言う。
対義語はシャローフォーカス、またはボケ表現。
絞りを絞ると被写界深度が深くなってボケが減る理由は、レンズ周辺から屈折して入ってくる光が遮断されることで、被写体からの直進光のみがイメージセンサーに取り込まれるため、イメージセンサー上での光線の拡散が抑えられる事による。これはピンホールを通った光がボケ無く結像する仕組みと同様である。

## 写真において
右上の写真(図1)では手前のバラから奥の洋館まで画面のすべての位置のピントがあって見える。これはパンフォーカスの写真である。
一方、右下の写真(図2)は手前のバラにはピントが合っているが、背景はボケている。このような写真はパンフォーカスではない。

### ボケ表現とパンフォーカスの効果
- ボケ表現の写真が、主たる被写体に対しスポットライトのように注意を集中させる効果があるのに対して、パンフォーカスの写真は全体に注意を分散させ、主たる被写体とその周囲の環境との関係を明確にするという効果を持つ。その結果、余計なものまで写りすぎてしまうという欠点ももつ。（右上の写真では他のカメラマンが中景にはっきり写りこんでいるが、右下の写真では背景の観光客はぼかされて不鮮明となり邪魔な感じが少ない。）
- ボケ表現は「柔らかい感じ」を、パンフォーカスは「硬い感じ」を表現するのに用いられることが多い。
- ボケ表現は人間の視覚の世界に近い表現、パンフォーカスは写真独自の表現である。日本ではボケ表現が好まれる傾向が強いが、リアリズムを主張した土門拳、山岳写真の白川義員などボケをできるだけ排し、パンフォーカスを多用する写真家も多い。欧米では近年、ボケ表現が注目されてきているが、従来はパンフォーカスを理想とする考え方が強かった。

分野的にはパンフォーカスは風景写真によく用いられる。また、目視ピントのスナップ写真も存在する。これはピントを合わせる時間が節約でき、シャッターチャンスを逃さないという利点がある。
逆にあまりパンフォーカスが用いられない分野としては花の接写、女性のポートレート（やわらかい表現が求められる）などがある。また被写界深度が浅い超望遠レンズで速いシャッター速度が要求されるスポーツ写真では、結果的に背景がボケたものが多く見られる。

### 撮影方法
パンフォーカスの写真を撮るには次の3つの方法が用いられる。
1. 焦点距離の短いレンズを使う。露光面のサイズが同じカメラで比べた場合は広角よりなほど被写界深度が深く、パンフォーカスになりやすい。冒頭右上の写真では焦点距離18ミリの広角レンズを用いている。なお、レンズの被写界深度は画角ではなく、焦点距離によって決まる。そのため、コンパクト・デジタルカメラなど受光素子の小さいカメラでは画角に対し焦点距離が短くなるので、よりパンフォーカス効果を得やすくなっている。
2. 絞りを絞る。冒頭右上の写真ではF22まで絞り込んでいる。一方、パンフォーカスでない右下のほうの写真はF2.8まで開いている。絞れば絞るほど、被写界深度が深くなるのだが、シャッター速度を落とす必要があり、被写体ぶれ、手ぶれなどが起きやすくなるので、三脚を使ったり感度を上げる、強い照明を当てるなどの工夫が必要である。ただし、絞り込みすぎると回折現象が顕著にあらわれ、いわゆる小絞りボケになり、画面全体がボケたような感じになることがあるので注意を要する。
3. 遠くから撮る。カメラと近景との距離が近いほど被写界深度は浅くなり、遠いほど深くなる。画面の中の近景が十分に遠い場合は、それほど絞らなくてもパンフォーカスを実現できる。

特に望遠レンズによる撮影の場合は絞りだけでパンフォーカスを得ることはきわめて難しいので、撮影者が後ろに下がって被写体を相対的に遠距離に置くことでパンフォーカスを得ることができる。

### 大型センサーカメラとパンフォーカス
大型センサーカメラでは、レンズの焦点距離が長く被写界深度が浅いため、特別に小絞りにできるように設計されており（F64、F128といった絞り値が使用できる）、絞り込むことでパンフォーカスを得ることができるほか、アオリを使って被写界面を傾け（ピントの合う面を地面などに沿わせて）擬似的なパンフォーカス描写を得ることもできる。

### パンフォーカスを利用したカメラ
携帯電話に内蔵のカメラやレンズ付きフィルム、ハーフサイズカメラなど安価なカメラでは、ピント合わせ機構を省略した固定焦点レンズつきのカメラがあるが、これは固定された焦点距離の広角レンズを装着して、常にパンフォーカス撮影となるように設計されている。
このような構造のカメラは、主に近距離・中距離でのスナップ撮影を意識して設計されているため、ピント合わせができるカメラと比べると無限遠のピント精度が落ちるものが多い。ただし、通常は大伸ばししなければピントが外れているように見えることは無い。これらのカメラの実際のピントは、3メートル前後に合わせられていることが多い。
オートフォーカス普及以前の、マニュアル操作の普及機において、日中ならパンフォーカスで撮影できる距離と、マニュアル絞り機であれば適切な絞り値のところに、わかりやすい印が付けるなどされているゾーンフォーカスのカメラがあった。手軽に失敗無く程々の品質の撮影ができる工夫であった。

### デジタルカメラとパンフォーカス
一般に被写界深度はフィルムまたは撮像素子（CCD、CMOSなど）のサイズにも影響されるといわれる。これはフィルムや撮像素子のサイズ自体の性質によるのではない。これは、同じレンズを使ったとき、サイズが小さいほど画角が狭くなる（APS-Cで約1.5倍、フォーサーズで2倍など）ため、例えば35ミリフィルムの場合と同じ画角にしたいときには焦点距離の短いレンズを用いなければならなくなるからである。特にコンパクトデジタルカメラや携帯電話つきのカメラの撮像素子は非常に小さいものが多いので、非常に焦点距離の短いレンズが用いられる。このためパンフォーカスになりやすいのである。（逆にボケ表現には向かない。）
デジタルカメラでも例えば35ミリ判より撮像素子の大きな中判カメラの場合、同じ画角を得るためには焦点距離のより長いレンズが必要となるため、ボケの量はより大きくなり、より大きく絞り込まないとパンフォーカスにならない。従って、デジタルだからといってパンフォーカスになりやすいということはいえない。フルサイズ以上の大型センサー搭載カメラの場合、パンフォーカスにする際の絞りでイメージセンサーに届く光量が大幅に減少するため、その分ISO感度を上げなければならず、信号増幅の過程でノイズが混入して画質が劣化しやすい。従って、構造上パンフォーカスに長けたコンデジやスマートフォンなどの小型カメラで撮影した画像と画質で区別が付かなくなることがある。

## 映画
映画においては、絞りを絞ることにより一つのショットのアクションの多岐にわたってピントを合わせることができる。
多くの重要なアクションが奥行きの異なった焦点で同時に起こることを可能にし、シャロウフォーカスとは正反対である。シャロウフォーカスでは、カメラに最も近いただ一つのアクションのみに焦点が合っている（もっとも、その他のアクションもぼやけてはいるが見ることができる）。
パンフォーカスでは、観客が数多くの可能性と選択肢を手にすることができるため、映画におけるリアリズム技法の一つとみなされてきた。とりわけ、ロングテイク（長回し）と共に使われる場合はそうであった。
その反面、パンフォーカスは観客がそのショットあるいはミゼンセヌ（画面上の構成）の数多くの異なった地点にまなざしを向けることを可能にする。
パンフォーカスは初期のサイレント映画で用いられていたが、フィルム・ストックの質が変化したため、この技法を利用するのが困難になっていた。
しかし、1930年代になってはじめて撮影監督のグレッグ・トーランドが、演劇的なルックを求めたウィリアム・ワイラー監督の要望によってパンフォーカスの先駆的な仕事を成し遂げた。また、ソビエト連邦（当時）のエイゼンシュテイン監督、エドゥアルド・ティッセ撮影による『メキシコ万歳』において1931年にパンフォーカスの技術が採用されており、これが世界で最初にパンフォーカスを技法として利用した映画作品と唱える説もある。しかし、屋外撮影でのみ利用されていることや、元々はハリウッド資本で製作されたこの作品が日の目を見たのは1979年になってからであることなどから、パンフォーカスを用いた嚆矢の作品として論及されることは少ない。
そもそも、絞りをしぼって撮影すれば、明瞭に焦点が長くなるのは分かっていたが、そのためには、特に屋内の撮影ではより感度の高いフィルム、十分な照明が必要であったが、グレッグ・トーランドは『嵐が丘』（1939年）で初めてミッチェルBNCカメラを用い始める等、この技法の開発を始めていた。特に『市民ケーン』(1941年)でのパンフォーカスの教科書的な使用例は、今日でも引き合いに出されるほど映画史的には有名である。ヒッチコックや黒澤明も、好んで用いた事で知られている。黒澤の独特なパンフォーカス撮影については黒澤明を参照。